# Wrzawy (województwo świętokrzyskie)
Wrzawy – osada leśna w Polsce położona w województwie świętokrzyskim, w powiecie ostrowieckim, w gminie Ćmielów.
W latach 1975–1998 miejscowość administracyjnie należała do województwa tarnobrzeskiego.